# سابانالارگا (آتلانتیکو)
سابانالارگا (آتلانتیکو) (به اسپانیایی: Sabanalarga, Atlántico) یک سکونتگاه مسکونی در کلمبیا است که در بخش آتلانتیکو واقع شده‌است.

## خصوصیات
سابانالارگا ۳۹۹ کیلومترمربع مساحت و ۷۹٬۸۸۴ نفر جمعیت دارد و ۸۷ متر بالاتر از سطح دریا واقع شده‌است.